# غايل تومسون
غايل تومسون (بالإنجليزية: Gayle Thompson)‏ هو مجدف أمريكي، ولد في 12 ديسمبر 1938 في أوغدن في الولايات المتحدة.

## وصلات خارجية
- غايل تومسون على موقع الاتحاد الدولي للتجديف (الإنجليزية)
- غايل تومسون على موقع أوليمبيديا (الإنجليزية)